# Katherine Sophie Dreier

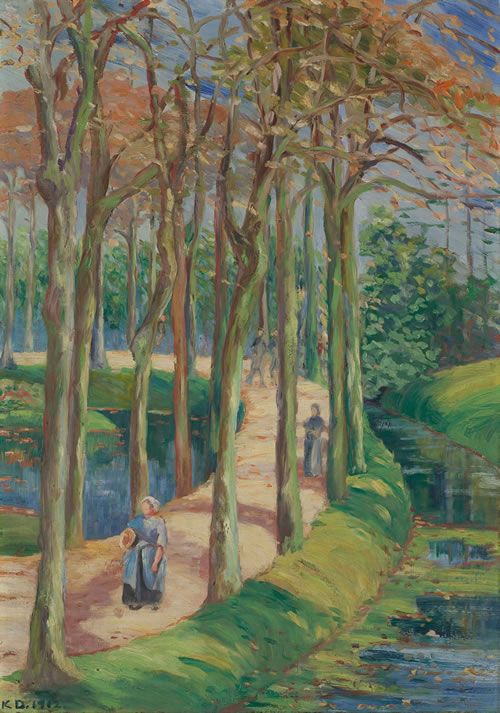
Pejzaż z postaciami wśród drzew, 1911 lub 1912, George Walter Vincent Smith Art Museum

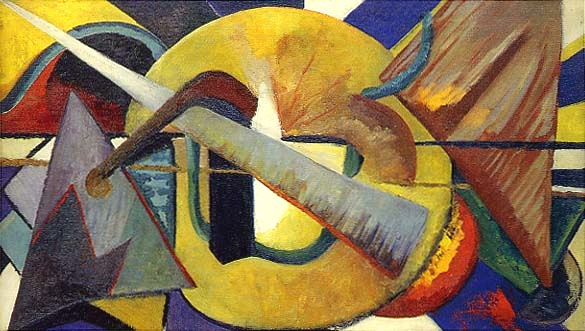
Abstrakcyjny portret Marcela Duchampa, 1918, Museum of Modern Art

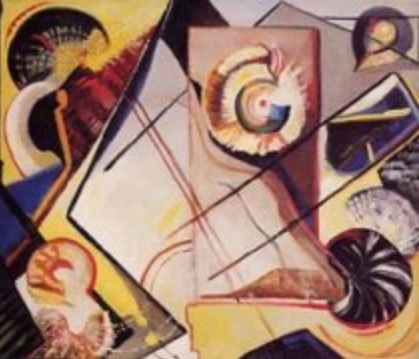
Ogród, 1918

Katherine Sophie Dreier (ur. 10 września 1877 w Brooklynie, (obecnie dzielnica Nowego Jorku), Stany Zjednoczone, zm. 29 marca 1952 w Milford, stan Connecticut) – amerykańska malarka, wieloletnia promotorka sztuki nowoczesnej w Stanach Zjednoczonych. Przez 35 lat blisko związana z francuskim malarzem Marcelem Duchampem. Działaczka na rzecz prawa wyborczego dla kobiet.

## Życiorys
Katherine Dreier urodziła się jako najmłodsze z pięciorga dzieci Theodora i Dorothei Dreierów, imigrantów z Niemiec. Jej ojciec był odnoszącym sukcesy przedsiębiorcą. Rodzice wpoili dzieciom zamiłowanie do kultury niemieckiej. Katherine w wieku 12 lat rozpoczęła edukację artystyczną w ekskluzywnej szkole prywatnej. Jako młoda kobieta zaangażowała się w działalność w różnych społecznych i charytatywnych organizacjach oraz w ruchu na rzecz prawa wyborczego dla kobiet. Została delegatką na VI Konwencję International Women Suffrage Alliance. W latach 1895–1897 studiowała w Brooklyn Art School, w 1900 roku w Pratt Institute. W latach 1902–1903 kształcila się w Europie. W 1903 roku powróciła do Nowego Jorku i rozpoczęła prywatne studia pod kierunkiem Waltera Shirlawa, malarza, który specjalizował się w aktach i który wywarł znaczący wpływ na jej karierę. Dreier studiowała u Shirlawa do jego śmierci w 1909 roku, po czym postanowiła wyjechać na kilka lat do Europy.
Po powrocie do Europy Dreier miała dwie indywidualne wystawy: w Londynie w 1911 roku i we Frankfurcie w 1912. W czasie pobytu w Europie po raz pierwszy zetknęła się z modernizmem. W Londynie poznała wielu pisarzy i artystów. Odkryła pisma Johna Ruskina i Williama Morrisa, założycieli ruchu Arts and Crafts Movement. Po powrocie w 1913 roku do Nowego Jorku zmieniła styl na abstrakcyjny. Wzięła udział w wystawie Armory Show prezentując dwa swoje obrazy, Aleja w Holandii i Błękitne naczynie. Największą atrakcją wystawy stał się kontrowersyjny obraz Marcela Duchampa Akt schodzący po schodach nr 2. Wkrótce Dreier i Duchamp zostali przyjaciółmi.
W 1914 roku Dreier założyła organizację Cooperative Mural Workshops, stanowiącą połączenie szkoły artystycznej i warsztatów, wzorowaną częściowo na ruchu Arts and Crafts Movement i Omega Workshops Rogera Frya. Do organizacji, która funkcjonowała do 1917 roku, należała również tancerka Isadora Duncan. W swojej twórczości Dreier rozpoczęła malowanie nieprzedstawiających portretów. W 1916 roku została zaproszona do pomocy w założeniu Towarzystwa Artystów Niezależnych (Society of Independent Artist; SIA), które wyniosło ją do grona wpływowych europejskich i amerykańskich artystów awangardowych, zwłaszcza dzięki pracy z Marcelem Duchampem, jej partnerem i patronem.
Namalowany przez Dreier w 1918 roku Abstrakcyjny portret Marcela Duchampa zdradzał jego wpływ, jak również wpływ Wassily Kandinsky’ego. W 1920 roku Dreier, Duchamp i Man Ray założyli organizację artystyczną Société Anonyme. Przyczyniła się ona do spopularyzowania w Ameryce twórczości takich artystów jak Kandinsky, Kazimierz Malewicz, Paul Klee, Fernand Léger, Heinrich Campendonk, Dawid Burluk czy Joan Miró. Dreier wspierała finansowo organizację, która sponsorowała wystawy objazdowe i odczyty oraz wydawała książki. Gromadziła jednocześnie dzieła sztuki, zarówno do kolekcji Société Anonyme, jak i do zbiorów własnych. Jej celem było zgromadzenie możliwie największej liczby dzieł sztuki nowoczesnej, w celu udostępnienia ich publiczności. Kolekcja prac żyjących artystów europejskich i amerykańskich powstała na przestrzeni od lat 20. do wczesnych 40. Do 1940 roku Dreier zgromadziła prace 129 artystów (w tym 15 kobiet) z 17 krajów. Kolekcja stała obrazów Société Anonyme stała się z czasem pierwszą kolekcją malarstwa nowoczesnego w Stanach Zjednoczonych (nowojorskie Museum of Modern Art powstało w 1929 roku). W kolekcji znajdowały się prace kubistów, konstruktywistów, ekspresjonistów, futurystów, artystów Bauhausu i dadaistów. Société Anonyme było organizatorem pierwszych amerykańskich indywidualnych wystaw Kandinsky'ego, Klee, Campendonka i Légera. Promowało niektóre z najbardziej postępowych eksperymentów artystycznych, jakie miały miejsce w tamtym czasie w Stanach Zjednoczonych. W 1926 roku w Brooklyn Museum otwarto Międzynarodową Wystawę Sztuki Nowoczesnej (International Exhibition of Modern Art; tytuł został zapożyczony z Armory Show). Obszerny katalog był poświęcony 60. rocznicy urodzin Kandinsky’ego, a na wystawie wydawała się dominować sztuka abstrakcyjna. Na wystawie znalazło się 308 prac 106 artystów z 23 krajów, a w ciągu siedmiu tygodni odwiedziło ją ponad 52 000 gości. Wystawa odwiedziła następnie  Manhattan, Buffalo i Toronto i była pierwszą prezentacją surrealizmu w Stanach Zjednoczonych. Oferowała również większy wybór radzieckiego i niemieckiego modernizmu, niż Armory Show (gdzie ze sztuki niemieckiej wystawiono tylko jedną pracę Kandinsky'ego, jedną Kirchnera i dwie rzeźby Lehmbrucka, zaś sztukę rosyjską reprezentował jedynie Archipenko).
W 1929 roku miały miejsce dwa wydarzenia, które niekorzystnie zaważyły na dalszych losach Société Anonyme. Pierwszym z nich był wybuch wielkiego kryzysu, który negatywnie wpłynął na sytuację finansową Dreier, będącą do tego momentu głównym źródłem zasilania pieniężnego organizacji. Drugim stało się otwarcie Museum of Modern Art, stałej, zabezpieczonej finansowo instytucji, powołanej w celu ekspozycji sztuki modernistycznej, co było podstawowym celem Dreier, celem, który nigdy nie został przez nią zrealizowany. Mimo aktywności w latach 30. Société Anonyme znalazło się w regresie.
Dreier napisała kilka książek poświęconych sztuce, w tym Western Art in the New Era (1923). W 1933 roku miała w nowojorskiej siedzibie Academy of Allied Arts retrospektywną wystawę swoich prac.
W 1939 roku Dreier postanowiła przekazać swoje zbiory wybranemu muzeum. Jej wybór padł na Yale University Art Gallery. Zawarła w tym celu znajomość z dyrektorem placówki, Theodorem Sizerem. Kolekcji, którą Sizer zarządzał, brakowało dzieł sztuki nowoczesnej, a zbiory Dreier doskonale nadawały się do wypełnienia tej luki. Kolekcja, do której dodano zbiory Société Anonyme, oficjalnie została przekazana na rzecz Yale University Art Gallery w dniu 11 października 1941 roku. W ciągu następnej dekady Dreier i Sizer wypożyczali fragmenty kolekcji innym, znajdującym się w okolicy szkołom wyższym i uniwersytetom. Wiosną 1948 roku Dreier wygłosiła w Yale University Art Gallery wykład poświęcony historii sztuki.
Dreier do ostatnich lat życia kontynuowała działalność pisarską i wygłaszanie odczytów. W 1951 roku zostało rozwiązane Société Anonyme. Dreier zmarła w wieku 75 lat w wyniku niealkoholowej marskości wątroby.
Po śmierci Dreier Yale University Art Gallery zorganizowało liczne wystawy, na których prezentowano przekazane przez nią dzieła sztuki